# Hans Olsen (Designer)
Hans Olsen (* 1919 in Dänemark; † 1992 ebenda) war ein dänischer Möbeldesigner.

## Leben
Hans Olsen, in Dänemark geboren, erhielt seine Ausbildung ab 1941 zum Tischler bei Tischlermeister Peder Pedersen (1893–1965) und schloss 1944, während des Zweiten Weltkrieges, die Schule für Kunst und Handwerk in Kopenhagen (heute Dänische Designschule) ab. Anschließend schrieb er sich an der Königlich Dänische Kunstakademie ein, wo er bei Kaare Klint Design studierte. An der Akademie konzentrierte sich Olsen auf Ergonomie und das Studium der Anthropometrie. 1953 eröffnete Olsen sein eigenes Möbeldesignstudio und präsentierte seine Möbel auf den jährlichen Ausstellungen der dänischen Tischlergilde, der „Cabinet-Makers 'Guild“, seit 1927 mit Ausstellungen in Kopenhagen. Die Gruppe zeigte jedes Jahr im Oktober Qualitätsmöbel, die von begabten Architekten nach Zeichnungen angefertigt wurden. Olsens Entwürfe führten zu Partnerschaften mit führenden dänischen Herstellern, wie Bramin Møbel, C/S Furniture, Frem Røjle, Juul Kristensen, N. A. Jørgensen und Verner Birksholm.

## Werk
Olsen war zu seiner Zeit ein Ausreißer und entwarf eine Reihe von Gegenständen in seinem eigenen unverwechselbaren Stil. Er war dafür bekannt, mit der Form zu experimentieren, um eine optimale Funktion zu erreichen, und einzigartige, futuristische Designs mit einer Vielzahl von Materialien zu kreieren. Gebogenes Formschichtholz und „schwebende organische Kurven“ bilden die Grundlage vieler seiner Möbelstücke. In seiner Laufbahn zeigte er eine Affinität zum Experimentieren mit Form und Materialien, alle mit dem Ziel, „maximalen Komfort“ zu erreichen. In der Welt des dänischen Designs Mitte des 20. Jahrhunderts hatte Hans Olsen nicht das gleiche Profil wie seine Zeitgenossen Hans J. Wegner, Arne Jacobsen oder Børge Mogensen, aber seine Arbeiten werden auf dem heutigen Sammlermarkt zunehmend geschätzt.

## Werke (Auswahl)
- 1952: Roundette Dining Set, für Frem Røjle Møbelfabrik. Dieses kompakte Design aus Teak und Leder war mit seinen nahtlos unter den Tisch passenden Stuhllehnen ein großer Erfolg in Form und Funktion.
- 1955: Shell Chair
- 1955: Easy Chair
- 1955: Balloon Chair, Schalensessel Leder auf Eisengestell
- 1956: Fried Egg Chair
- 1956: Modulare TV-bench[2]
- 1956: Rocking Chair 532, für „Juul Kristensen“ mit Sitz- und Rückenflächen aus Rattangeflecht
- 1962: Serie CS500
- 1964: Frederik the 7th Chair[3], der Bibliotheksstuhl, Schreibstuhl oder Lesestuhl benannt nach dem dänischen König Friedrich VII., der wohl am liebsten rücklings saß, gewann 1965 die A.I.D. Goldmedaille (American International Design).
- 1968: Bikini Chair, der aufgrund seiner futuristischen Form mittlerweile ein Kultstück ist.[4]